# Mbeya-Range
Die Mbeya-Range ist ein Teil des südlichen Hochlandes von Tansania nördlich der Stadt Mbeya. 

## Umgrenzung und Ausdehnung
Das Gebirge befindet sich in der Vulkanregion Rungwe, wo das östliche Gregory-Rift und das westliche Albertine-Rift-Becken zusammentreffen. Der Songwe-Steilhang bildet den nördlichen Rand des Mbeya-Range und schließt den Rungwa-Trog an seinem südöstlichen Ende ab. Im Südwesten wird das Gebirge durch das Tal des Songwe begrenzt. Daran schließt nach Osten ein Hochtal an, das im Süden von den Poroto-Bergen begrenzt wird. In diesem dicht besiedelten, 1600 Meter hoch gelegenen Tal verlaufen die Hauptverkehrsadern zwischen Ost- und Südafrika, die TAZARA-Eisenbahnlinie und der Tanzam Highway.

## Gipfel
Die höchste Erhebung ist der Mount Mbeya mit 2.895 Meter. Die Höhe wird in anderen Quellen auch mit 2820 Meter angegeben. Für seine Besteigung gibt es mehrere Routen, die bekannteste beginnt westlich von Mbeya und ist eine Tagestour. Weitere Gipfel sind Loleza (2656 m), Nyanuwa (2332 m) und Pungulumo (2332 m).

## Tier- und Pflanzenwelt
Auf dem Loleza befindet sich ein Waldreservat. Die häufigsten Bäume sind Kiefern und Eukalyptus, es gibt neben Busch- und Grasflächen auch unfruchtbare Flächen mit blankem Boden. An Tieren leben hier es Dikdiks, Hasen, Schlangen und eine Vielzahl von Vögeln, zum Beispiel Bülbüls und Nektarvögel.